# Calosota nitens
Calosota nitens is een vliesvleugelig insect uit de familie Eupelmidae. De wetenschappelijke naam is voor het eerst geldig gepubliceerd in 2006 door Askew.